# Federico Bonini
Federico Bonini (Massa, 6 agosto 2001) è un calciatore italiano, difensore dell'Almería.

## Caratteristiche tecniche
Difensore centrale di piede mancino dotato di un buon fisico, abilissimo nel colpo di testa e capace nell'impostazione del gioco, può essere impiegato anche come terzino sinistro; è altresì molto bravo in fase realizzativa.

## Carriera

### Club
Cresciuto nei settori giovanili di Fiorentina e Virtus Entella, ha esordito con la prima squadra dei Diavoli il 30 gennaio 2019, nella partita di Coppa Italia Serie C persa per 3-4 contro la Carrarese. Conquistata la promozione in Serie B, pur senza ottenere presenze in campionato, il 5 ottobre seguente debutta nella serie cadetta, in occasione dell'incontro perso per 3-1 contro il Crotone.
Nel gennaio 2020 viene ceduto in prestito al Bologna, con cui esordisce in Serie A il 29 luglio 2020 nella sconfitta per 4-0 contro la Fiorentina.
A fine prestito fa ritorno alla Virtus Entella, con cui milita sino al 31 agosto 2021, giorno in cui viene ceduto a titolo temporaneo al Gubbio; dopo aver disputato una buona stagione con gli umbri, il 23 luglio 2022 il prestito viene rinnovato.
Rientrato all'Entella, disputa un campionato da titolare con i Diavoli neri.
Il 15 luglio 2024 viene ceduto in prestito con obbligo di riscatto al Catanzaro, con cui firma un quadriennale. All'esordio ufficiale, il 10 agosto va subito a segno in Coppa Italia, nella sconfitta per 4-1 in casa dell'Empoli. L'8 dicembre segna la sua prima rete in serie B nel successo interno sul Brescia per 2-1, siglando il gol vittoria in pieno recupero. Sempre contro le Rondinelle,nella partita di ritorno  26 gennaio 2025 vinta per 3-2  segna la sua prima doppietta Con i giallorossi disputa un'incredibile stagione a livello individuale, con 9 reti complessive segnate.
L'8 agosto 2025 viene ceduto a titolo definitivo all'Almería, nella Segunda Division spagola.

### Nazionale
Ha giocato nelle nazionali giovanili italiane Under-19 ed Under-20.

## Statistiche

### Presenze e reti nei club
Statistiche aggiornate al 25 maggio 2025.
| Stagione              | Squadra               | Campionato            | Campionato | Campionato | Coppe nazionali | Coppe nazionali | Coppe nazionali | Coppe continentali | Coppe continentali | Coppe continentali | Altre coppe | Altre coppe | Altre coppe | Totale | Totale |
| Stagione              | Squadra               | Comp                  | Pres       | Reti       | Comp            | Pres            | Reti            | Comp               | Pres               | Reti               | Comp        | Pres        | Reti        | Pres   | Reti   |
| --------------------- | --------------------- | --------------------- | ---------- | ---------- | --------------- | --------------- | --------------- | ------------------ | ------------------ | ------------------ | ----------- | ----------- | ----------- | ------ | ------ |
| 2018-2019             | Virtus Entella        | C                     | 0          | 0          | CI+CI-C         | 0+1             | 0               | -                  | -                  | -                  | -           | -           | -           | 1      | 0      |
| 2019-gen. 2020        | Virtus Entella        | B                     | 3          | 0          | CI              | 0               | 0               | -                  | -                  | -                  | -           | -           | -           | 3      | 0      |
| gen.-ago. 2020        | Bologna               | A                     | 1          | 0          | CI              | -               | -               | -                  | -                  | -                  | -           | -           | -           | 1      | 0      |
| 2020-2021             | Virtus Entella        | B                     | 7          | 0          | CI              | 3               | 0               | -                  | -                  | -                  | -           | -           | -           | 10     | 0      |
| ago. 2021             | Virtus Entella        | C                     | 1          | 0          | CI-C            | 1               | 0               | -                  | -                  | -                  | -           | -           | -           | 2      | 0      |
| 2021-2022             | Gubbio                | C                     | 20+2       | 1          | CI              | -               | -               | -                  | -                  | -                  | -           | -           | -           | 22     | 1      |
| 2022-2023             | Gubbio                | C                     | 35+4       | 1          | CI              | 3               | 0               | -                  | -                  | -                  | -           | -           | -           | 42     | 1      |
| Totale Gubbio         | Totale Gubbio         | Totale Gubbio         | 55+6       | 2          |                 | 3               | 0               |                    | -                  | -                  |             | -           | -           | 64     | 2      |
| 2023-2024             | Virtus Entella        | C                     | 38         | 3          | CI+CI-C         | 1+0             | 0               | -                  | -                  | -                  | -           | -           | -           | 39     | 3      |
| Totale Virtus Entella | Totale Virtus Entella | Totale Virtus Entella | 49         | 3          |                 | 6               | 0               |                    | -                  | -                  |             | -           | -           | 55     | 3      |
| 2024-2025             | Catanzaro             | B                     | 36+3       | 8          | CI              | 1               | 1               | -                  | -                  | -                  | -           | -           | -           | 40     | 9      |
| Totale carriera       | Totale carriera       | Totale carriera       | 141+9      | 13         |                 | 10              | 1               |                    | -                  | -                  |             | -           | -           | 160    | 14     |

## Palmarès

### Club

#### Competizioni nazionali
- Serie C: 1

Virtus Entella: 2018-2019 (girone A)